# Anne Lee Guinness
Anne 'Annie' Lee Plunket, Lady Plunket (née Guinness ; 1839 - 8 novembre 1889) est une philanthrope irlandaise.

## Biographie
Anne Lee Guinness est née en 1839 et est la fille unique de Sir Benjamin Guinness, 1er baronnet. Pendant que son père restaure la cathédrale Saint-Patrick de Dublin, elle s'implique dans des causes caritatives en aidant les pauvres et les malades dans ce quartier de Dublin, en parrainant des lectures bibliques et des fournitures médicales de base. Cela l'amène à créer la maison de soins infirmiers Saint-Patrick en 1876, qui devient un centre de formation pour les infirmières de l'Église d'Irlande.
Guinness épouse William Plunket (4e baron Plunket) le 11 juin 1863. Le couple a deux fils et quatre filles, William Plunket, 5th Baron Plunket, Elizabeth Charlotte Plunket, Most Rev. Hon. Benjamin Plunket, l'hon. Olivia Anne Plunket, l'hon. Kathleen Louisa Plunket et l'hon. Ethel Josephine Plunket. La dot de 49 000 £ que Guinness apporte au mariage permet d'agrandir sa maison à Old Connaught House et de restaurer le jardin clos.
Son mari soutient le travail de Guinness à Saint-Patrick. Elle aide à son tour son mari dans ses projets éducatifs, y compris une extension de l'Alexandra College et la création de l'Irish Clergy Daughters School à Earlsfort Terrace, Dublin.
Pendant une grande partie de sa vie, Guinness souffre d'une maladie dégénérative. Elle meurt à Old Connaught House le 8 novembre 1889. Elle est enterrée au cimetière de Mount Jerome dans le caveau de la famille Guinness. Elle est commémorée avec une série de vitraux représentant la vie de Dorcas dans la cathédrale Saint-Patrick.